# 棘海绵眼虫
棘海绵眼虫（学名：Spongiomma spinatum）为星球虫科海绵眼虫属的动物。在中国，分布于南海等海域。